# Knihovna kláštera svatého Havla
Knihovna kláštera svatého Havla, (francouzsky bibliothèque de l'abbaye de Saint-Gall, německy St. Gallen Stiftsbibliothek) založená v 9. století, je jednou z nejvýznamnějších a nejstarších klášterních knihoven na světě. Je součástí kláštera svatého Havla (založen v 7. století), ve Svatém Havlu ve Švýcarsku. Knihovna a klášter byly mezi prvními lokalitami po celém světě, které se staly součástí světového dědictví UNESCO, a to již v roce 1983 jako „dokonalý příklad velkého karolinského kláštera“.

## Historie
Tato bendiktinská knihovna byla založena opatem Waldem z Reichenau (740-814) a řadí se mezi nejstarší a nejvýznamnější knihovny světa a jedno z nejvýznamnějších skriptorií (centrum středověkého písemnictví, vzdělanosti a iluminace) s více než 160 000 knih. Z nich je přibližně 2 100 rukopisů z 8. - 15. století, asi 1 650 inkunabulí a množství kodexů, starých knih a tištěných listin.
V 9. – 11. století byla schola opatství jednou z nevýznamnějších církevních, uměleckých škol a center všeobecného vzdělání ve středověku.
Současný hlavní sál knihovny byl vystavěn v letech 1758 až 1767 pod vedením knížete-opata Celestýna II. Guggera ze Staudachu (1740-1767), podle návrhu architekta Petera Thumba v barokním slohu s rokokovou výzdobou. Nad hlavním portálem je nápis Psychés iatreion ("lékárna duše" ve staré řečtině).
Téměř 400 rukopisů je v současnosti dostupných v elektronické knihovna numérique na internetu na stránkách „Codices Electronici Sangallenses (CESG)“ (viz sekce Externí odkazy).

## Fotogalerie

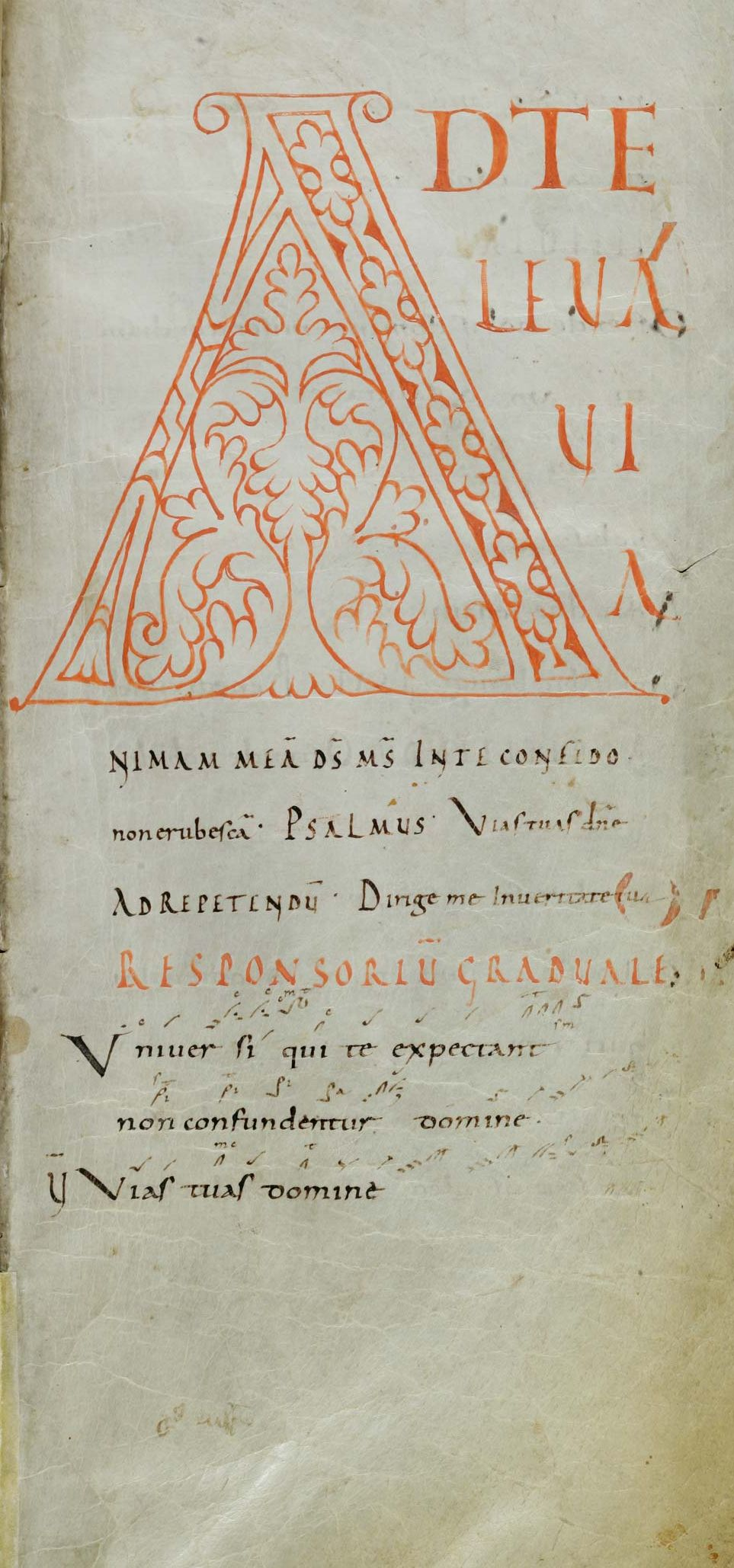
Codex Sangallensis 359
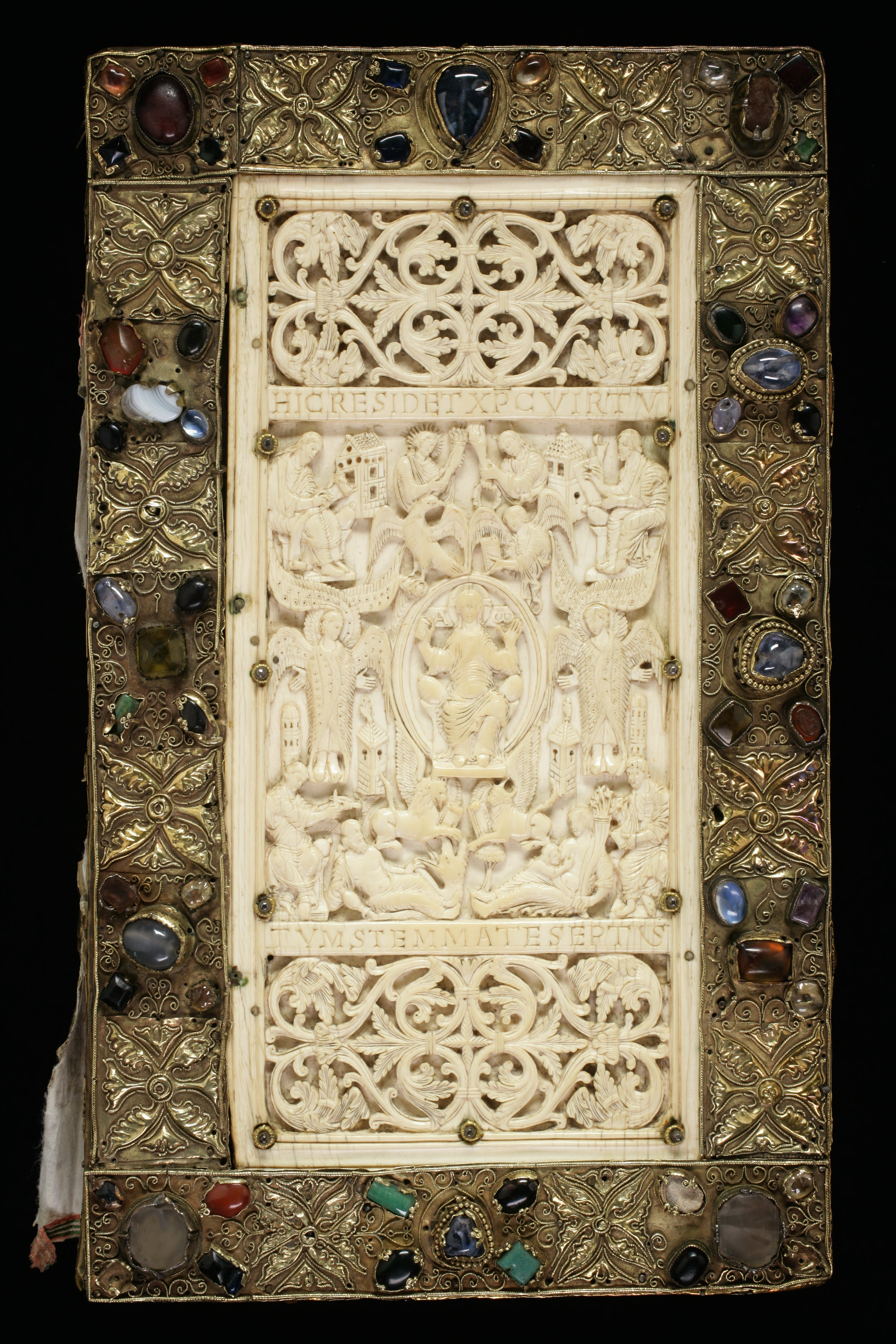
Codex Sangallensis 53
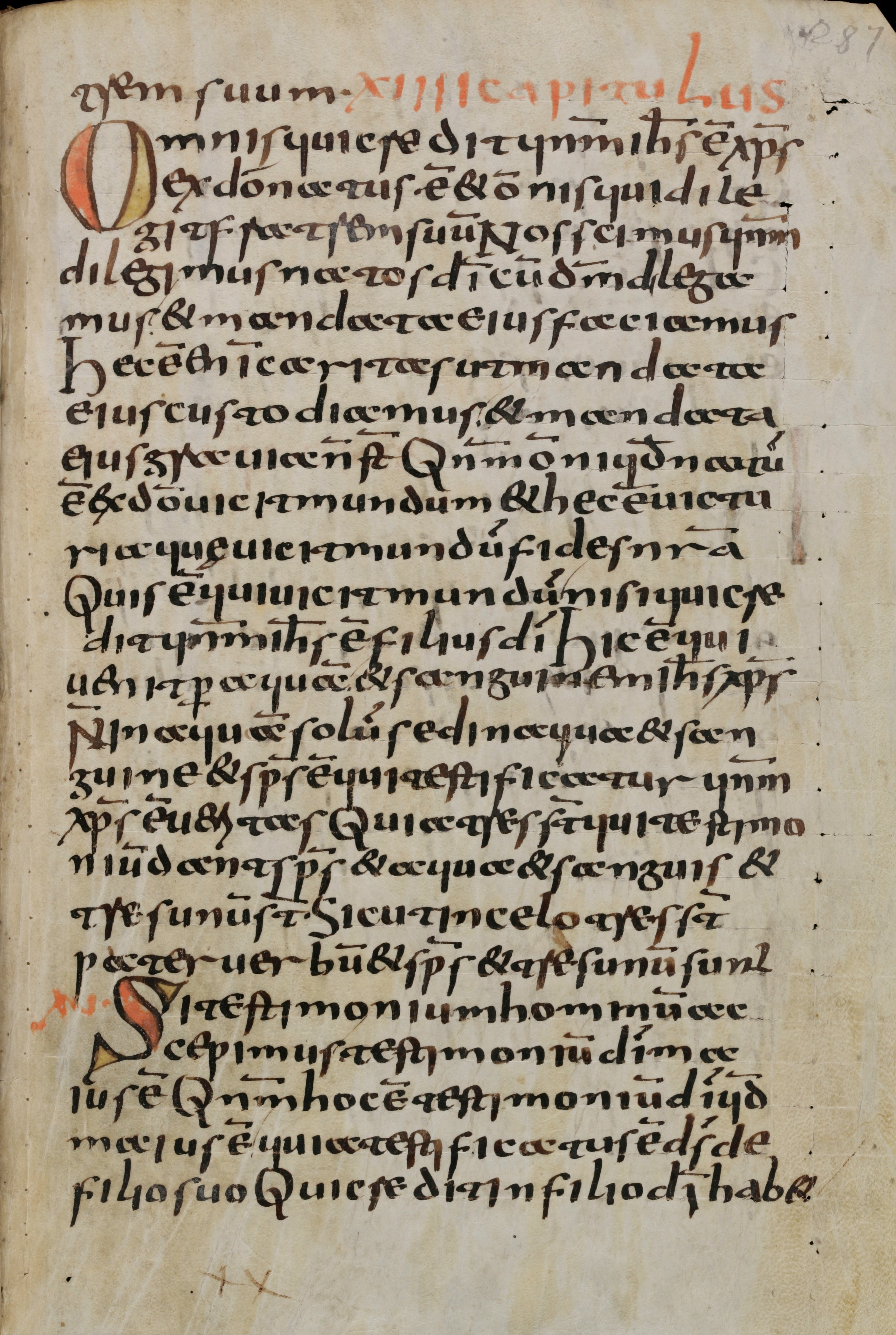
Codex Sangallensis 907
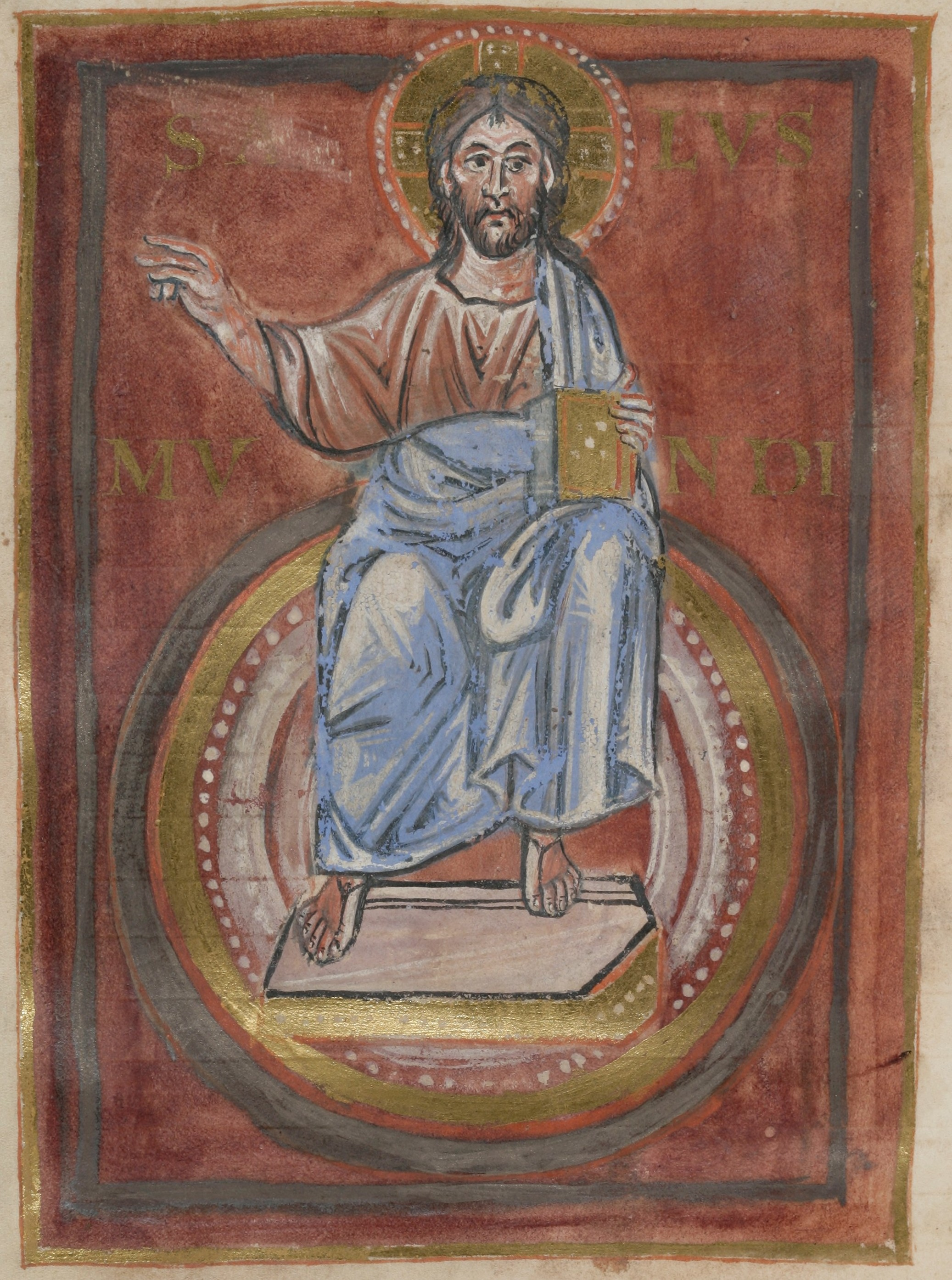
Codex Sangallensis 398
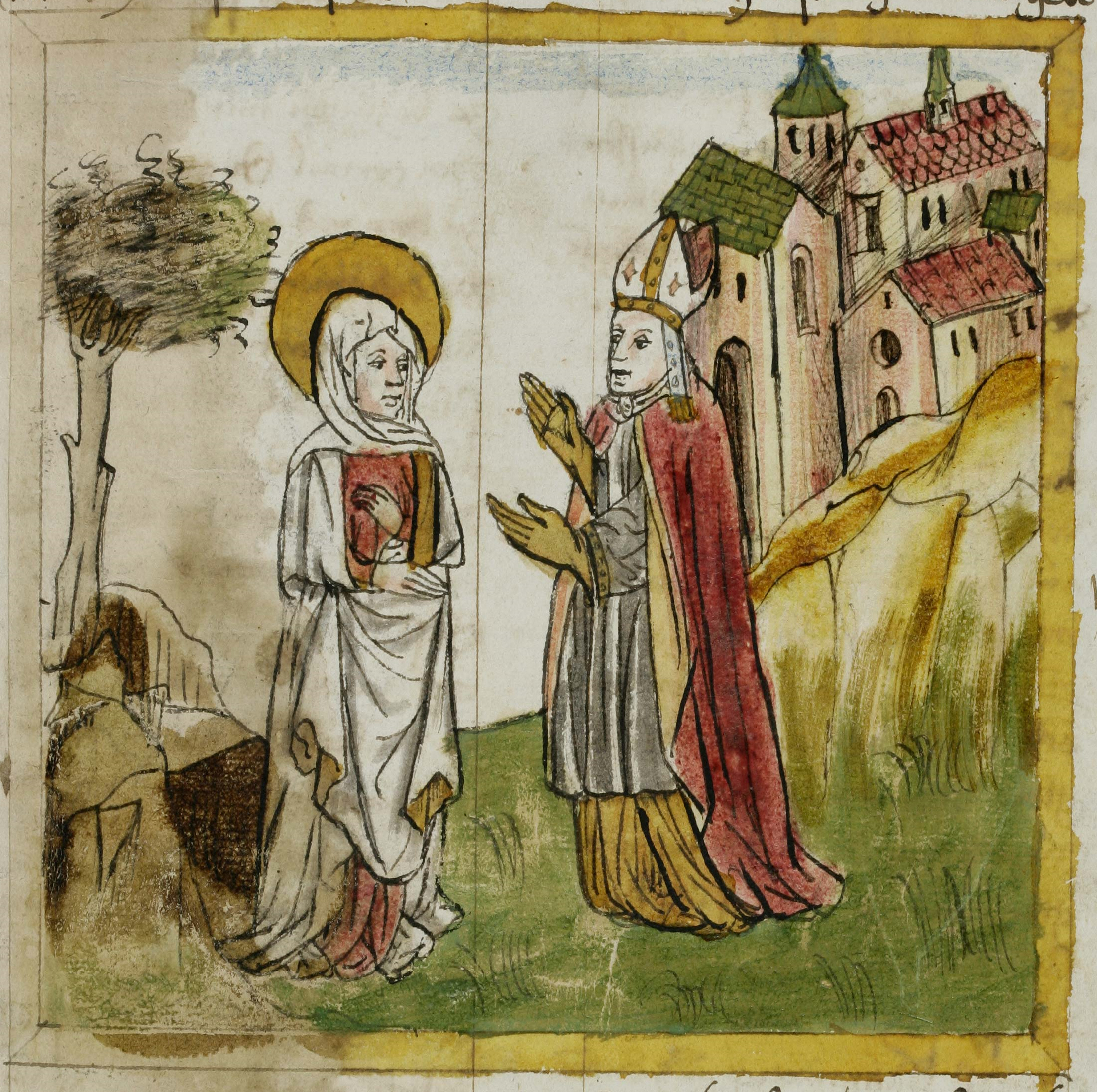
Codex Sangallensis 602